# النجم الأحمر بلغراد
نادي النجم الأحمر لكرة القدم (بالصربية: Fudbalski klub Crvena zvezda) هو نادي كرة قدم صربي، تأسس في 4 مارس 1945. ويعتبر واحداً من أشهر وأنجح الأندية في صربيا، خاصة بعد تحقيق النادي للقب كأس الأندية الأوروبية البطلة (ما يعرف حاليًا باسم دوري أبطال أوروبا) سنة 1991 مع المدرب الشهير جوبكو بيتروفيتش. وكان فيما مضى واحدًا من الأندية الأوروبية القوية. كذلك حقق الفريق لقب كأس الإنتركونتيننتال في نسخة 1991، وحقق وصافة كأس السوبر الأوروبي في نسخة 1991.

## الإنجازات
الأوروبية
- دوري أبطال أوروبا:
  - البطل (1): 1991
- دوري أوروبا:
  - الوصيف (1): 1978–79
- كأس ميتروبا:
  - البطل (2): 1958, 1967–68
- كأس الإنتركونتيننتال:
  - البطل (1): 1991
- كأس السوبر الأوروبية:
  - الوصيف (1): 1991